# Zbenice
Zbenice (en allemand : Zbenitz) est une commune du district de Příbram, dans la région de Bohême-Centrale, en République tchèque. Sa population s'élevait à 132 habitants en 2020.

## Géographie
Zbenice se trouve à 11 km à l'est-nord-est de Březnice, à 13 km au sud-est de Příbram et à 60 km au sud-sud-ouest de Prague.
La commune est limitée par Vrančice au nord, par Pečice à l'est, par Cetyně au sud-est, par Bukovany et Chraštice au sud, par Svojšice au sud-ouest et par Těchařovice à l'ouest.

## Histoire
La première mention écrite de la localité date de 1293.

## Transports
Par la route, Zbenice se trouve à 13 km de Březnice, à 15 km de Příbram et à 68 km de Prague.